# Juho Kusti Paasikivi
Juho Kusti Paasikivi ([ˈjuɦo ˈkusti ˈpɑːsiˌkiʋi] (ngày 27 tháng 11 năm 1870 đến ngày 14 tháng 12 năm 1956) là Tổng thống thứ 7 của Phần Lan (1946-1956). Đại diện cho Đảng Phần Lan và Đảng Liên minh Quốc gia, ông cũng từng là Thủ tướng Phần Lan (1918 và 1944-1946), và là một nhân vật có ảnh hưởng trong kinh tế học Phần Lan và chính trị trong hơn 50 năm. Ông được nhớ đến như là một kiến trúc sư chính của chính sách đối ngoại của Phần Lan sau Chiến tranh thế giới lần thứ 2.

## Cuộc sống và sự nghiệp chính trị

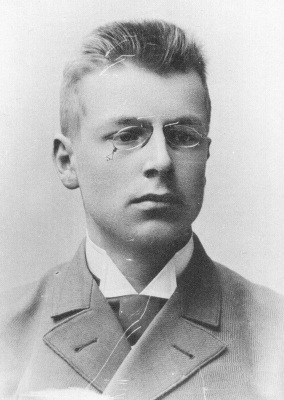
J.K. Paasikivi năm 1893.

### Sinh và thời thơ ấu
Paasikivi sinh ra Johan Gustaf Hellsten năm 1870 tại Hämeenkoski ở Päijänne Tavastia ở miền Nam Phần Lan, đến thương gia du lịch Tampere August Wolfsen và vợ là Karolina Wilhelmina, Selin. Mẹ của Paasikivi chết khi ông mới bốn tuổi, và cha ông chết trong nợ nần khi Paasikivi 14 tuổi. Người chị cùng cha khác mẹ của Paasikivi Karolina chết ngay sau đó. Sau cái chết của cha mình, dì Paasikivi, Kaisa Hagman, đảm nhận trách nhiệm nuôi dạy con. Paasikivi Finnisized tên của mình để Juho Kusti Paasikivi năm 1885.

### Học vấn
Paasikivi trẻ tuổi là một vận động viên thể dục và vận động viên nhiệt tình. Cha của ông đã nhận ra tài năng học tập của con trai và ghi danh ông tại một trường tiểu học hàng đầu ở Hämeenlinna sau khi tham dự ngắn tại Hollola. Paasikivi đã cho thấy sự thèm ăn đầu tiên, và là học sinh giỏi nhất trong lớp của mình. Ông vào Đại học Helsinki vào năm 1890, tốt nghiệp vào tháng 5 năm 1892 với bằng Cử nhân về ngôn ngữ và văn học Nga, một khóa học nghiên cứu chứng tỏ có ích trong cuộc đời sau này. Mùa đông sau đó, Paasikivi đã thay đổi ngành luật của mình, lấy bằng Thạc sĩ Luật và cuối cùng, vào năm 1902, Tiến sĩ Luật của mình. Trong suốt thời gian học của mình, Paasikivi đã hỗ trợ bản thân bằng cách làm việc với tư cách là một giáo viên, giảng viên, luật sư tư pháp và luật sư trong hoạt động tư nhân ở Lahti. Cũng trong những năm 1894, khi Paasikivi bắt đầu tham gia vào phong trào Fennoman,

### Cuộc hôn nhân đầu tiên và gia đình
Ngày 1 tháng 6 năm 1897 Paasikivi kết hôn với Anna Matilda Forsman, người Thụy Điển sinh ra ở Thụy Điển (1869-1931). Họ cùng có bốn đứa con, Annikki (1898-1950), Wellamo (1900-1966), Juhani (1901-1942), và Varma (1903-1941). Sau khi nhận được học vị tiến sĩ năm 1901, Paasikivi nhận bằng Thạc sĩ Luật Hành chính tại Đại học Helsinki từ năm 1902 đến năm 1903

### Giới thiệu về chính trị
Paasikivi rời khỏi chức vụ này để trở thành Tổng giám đốc Kho bạc của Đại Công quốc Phần Lan, một vị trí mà ông giữ lại cho đến năm 1914. Thực tế cho cả cuộc đời trưởng thành của ông, Paasikivi di chuyển trong vòng tròn chính trị của Phần Lan. Ông ủng hộ tự trị lớn hơn và một Nội các độc lập ("Thượng viện Phần Lan") cho Phần Lan và chống lại các ý định của Nga panslavic nhằm làm cho tiếng Nga trở thành ngôn ngữ chính thức duy nhất ở mọi nơi ở Đế quốc Nga. Tuy nhiên, ông thuộc về Đảng Phần Lan [Phần Lan] hơn, phản đối những bước đi cực đoan và có khả năng phản tác dụng mà người Nga có thể cho là hung hãn. Paasikivi từng là thành viên của Đảng Phần Lan năm 1907-1909 và 1910-1913. Ông từng là thành viên của Thượng viện 1908-1909, là người đứng đầu bộ phận tài chính.

## Độc lập và Nội chiến
Trong Thế chiến I, Paasikivi bắt đầu nghi ngờ đường lối của Đảng Phần Lan. Năm 1914, sau khi từ chức tại Kho bạc, và cũng là một thành viên của Quốc hội, Paasikivi đã bỏ cuộc sống và văn phòng công cộng. Ông trở thành Tổng Giám đốc của ngân hàng Kansallis-Osake-Pankki (KOP), giữ vị trí đó cho đến năm 1934. Paasikivi cũng từng là thành viên của Hội đồng Thành phố Helsinki 1915-1918.
Sau năm 1917 Cách mạng tháng Hai ở Nga, Paasikivi được bổ nhiệm vào ủy ban bắt đầu xây dựng luật mới cho một Công quốc hiện đại hóa. Ban đầu ông ủng hộ sự tự trị gia tăng trong Đế quốc Nga, chống lại Đảng Dân chủ Xã hội trong liên minh, liên minh, và những người vô ích dấn thân vào sâu rộng hơn nữa tự chủ; Nhưng sau cuộc cách mạng tháng Mười, Paasikivi đã bảo vệ nền độc lập đầy đủ - mặc dù dưới hình thức chế độ quân chủ lập hiến.
Trong cuộc nội chiến ở Phần Lan, Paasikivi đứng vững trên mặt của chính phủ [White Guard (Phần Lan)] White. Là thủ tướng từ tháng 5 đến tháng 11 năm 1918, ông ta đã cố gắng để tiếp tục chế độ quân chủ lập hiến với Hoàng hậu Đức, hoàng đế Đức, làm vua, dự định đảm bảo hỗ trợ của Đức cho Phần Lan chống lại Bolshevist Nga. Tuy nhiên, khi Đức bị mất Thế chiến, chế độ quân chủ phải bị bỏ lại cho một nước cộng hòa theo hương vị của chiến thắng Entente. Nghị viện của Paasikivi từ chức, và ông trở lại ngân hàng KOP.
Paasikivi, là một đảng chính trị bảo thủ, bảo thủ, là một đối thủ vững chắc của Đảng Dân chủ Xã hội Dân chủ Xã hội trong nội các, hay Đảng Cộng sản Phần Lan cộng sản ở Quốc hội. Ông dự kiến ông ủng hộ phong trào bán quân Lapua, đòi hỏi những biện pháp cực đoan chống lại chính trị trái. Nhưng cuối cùng phong trào Lapua đã trở nên cực đoan hơn, thậm chí tấn công [Kaarlo Juho Ståhlberg | Ståhlberg], cựu tổng thống tự do của Phần Lan; Và Paasikivi giống như nhiều người ủng hộ khác, quay lưng đi từ quyền cơ bản. Năm 1934, ông trở thành chủ tịch đảng bảo thủ [Đảng Quốc gia], là một nhà vô địch của dân chủ, và đã khôi phục thành công đảng này sau sự nghi ngờ gần gũi với phong trào Lapua và cuộc đảo chính thất bại, nổi dậy Mäntsälä Rebellion.